# Maelle Di Cintio
Maelle Di Cintio (ur. 20 kwietnia 1991) – francuska judoczka. Startowała w Pucharze Świata w latach 2011–2015, 2018 i 2019. Srebrna medalistka mistrzostw Europy w drużynie w 2013. Zdobyła dwa medale na uniwersjadzie w 2013. Wicemistrzyni Europy juniorów w 2013. Mistrzyni Francji w 2011, 2014, 2017 i 2018 roku.